# Navidad mágica/Feliz Navidad
Navidad mágica/Feliz Navidad es el quinto álbum infantil de Tatiana, segundo con temática navideña lanzado en diciembre de 1997.

## Información del álbum
Después del éxito obtenido gracias a Navidad con Tatiana, Tatiana regresa en 1997 con nuevo álbum navideño. En un principio el álbum fue promocionado como Navidad mágica, aunque posteriormente se relanzó y se comercializó en Estados Unidos como Feliz Navidad. El álbum contiene temas populares de la Navidad como «Jingle Bells» y «Frosty the Snowman», así como piezas tradicionales de las épocas decembrinas, tales como «Adeste fideles» y «Las Posadas».

## Lista de canciones
| #   | Título                                         | Duración | Compositor                |
| --- | ---------------------------------------------- | -------- | ------------------------- |
| 1.  | Navidad rock (Jingle Bells Rock)               | 2:26     | Dominio público           |
| 2.  | Adeste fideles                                 | 3:51     | John Francis Wade         |
| 3.  | Paseo en trineo (Sleigh Ride)                  | 2:45     | L. Anderson               |
| 4.  | Las posadas                                    | 3:50     | Dominio público           |
| 5.  | Mamacita, ¿dónde está Santa Claus?             | 3:52     | J. López                  |
| 6.  | La Navidad llegó (Joy To The World)            | 3:29     | Dominio público           |
| 7.  | Frosty el Muñeco de Nieve (Frosty the Snowman) | 3:23     | Steve Nelson Jack Rollins |
| 8.  | Feliz Navidad                                  | 3:46     | José Feliciano            |
| 9.  | Noche de paz (Silent Night)                    | 3:25     | Franz Grüber              |
| 10. | Aire de pascuas (Deck The Halls)               | 2:26     | Dominio público           |
| 11. | Jesús en la Tierra                             | 4:18     | Tatiana                   |
| 12. | Campanas navideñas (Jingle Bells)              | 3:06     | Dominio público           |
| 13. | Himno a la hermandad (Auld Lang Syne)          | 3:36     | Robert Burns              |

## Curiosidades
En 1998, la empresa de dulces mexicana Sonrics relanzó a manera de promoción, este álbum en formato casete, el cual se podía canjear en tiendas de abarrotes.